# متلازمة رابسون ميندينهال
متلازمة رابسون ميندينهال هي اضطراب نادر وراثيا ناتج من سيادة الصفة المتنحية التي تتميز بمقاومة الإنسولين الشديدة. ينتج هذا الاضطراب عن طريق الطفرات في جين مستقبلات الأنسولين. وتشمل أعراض شذوذ النمو في الرأس والوجه والأظافر، جنبا إلى جنب مع تطوير الشواك الأسود. يتضمن العلاج السيطرة على مستويات السكر في الدم عن طريق استخدام الانسولين مع نظام غذائي مخطط استراتيجي للرقابة. يمكن تخاذ إجراءات مباشرة ضد أعراض أخرى (على سبيل المثال عملية جراحية لتشوهات في الوجه) عادة ما تصيب هذه المتلازمة الأطفال، ولها مستقبل مرضي من 1-2 سنوات.

## الأعراض
أعراض متلازمة رابسون ميندينهال تختلف من حالة إلى أخرى. وتشمل الأعراض الرئيسية لمتلازمة رابسون ميندينهال تشوهات الأسنان والأظافر، مثل خلل تنسج صنع الأسنان، وتشوهات في الرأس والوجه، والتي تشمل مظهر وجه كبير في السن قبل الأوان مع فك بارز. شذوذ الجلد المعروفة باسم الشوك الأسود، الذي ينطوي على تغير لونها (زيادة التصبغ) و سماكة (فرط التقرن) الجلد حول المناطق طية الجلد في الرقبة والفخذ وتحت الأذرع هو أيضا من أعراض مشتركة. هذه الأعراض تؤثر سلبا على الحياة اليومية للمريض، وسوف تستمر حتى المعالجة.
يمكن أن تشمل الأعراض الطفيفة توسيع عضوية الأعضاء التناسلية والبلوغ المبكر ونقص أو غياب الأنسجة الدهنية. لأن الأفراد الذين يعانون من متلازمة رابسون ميندينهال يفشلوا في استخدام الانسولين بشكل صحيح، فإنهم قد يواجهوا بشكل غير طبيعي مستويات مرتفعة للسكر في الدم (ارتفاع سكر الدم) بعد تناول وجبة الطعام، وانخفاض غير طبيعي لمستويات السكر في الدم (نقص سكر الدم) عند عدم تناول الطعام.

## التشخيص
يتم استخدام مزيج من النتائج السريرية والفحوص المخبرية لتشخيص متلازمة رابسون ميندينهال. في البداية، يتم فحص الأفراد للأعراض ويتم تحليل مستويات السكر في دمهم. الاختبارين الرأسيين المستخدمين لتحديد مقاومة الأنسولين هما اختبار الجلوكوز اثناء الصوم واختبار تحمل الجلوكوز. ينتج عن المريض مقاومة شديدة للانسولين تظهر قيم تتجاوز المعدلات الصحية قبل أكثر من 50 وحدة. تم تأسيس التاريخ الجيني أيضا لتحديد مخاطر تكرار في العائلة. على أساس مزيج من هذه النتائج، يتم إجراء التشخيص المناسب.
ترتبط متلازمة رابسون ميندينهال عادة مع متلازمة دونوهيو. كلا المرضين اضطرابات متنحية التي تسببها طفرات في الكروموسوم 19. أعراضهم المقاومة الشديدة للانسولين وتوسيع عدم الانتظام في الأعضاء التناسلية.

## العلاج وتطور المرض
لا يوجد علاج معروف لمتلازمة رابسون ميندينهال. ومع ذلك، يمكن القيام بسلسة من الخطوات التي يمكن أن توجه نحو معالجة أعراض محددة. على سبيل المثال، قد تكون الجراحة تجرى لعلاج تشوهات الأسنان. وعلاوة على ذلك، فإن الهدف من العلاج هو أيضا للحفاظ على مستويات السكر في الدم وباستمرار ممكن. الانسولين ليس فعال كما في الجرعات العادية، وتظهر حتى بجرعات كبيرة الحد الأدنى من الآثار. التغذية المتكررة هي العلاج الأكثر فعالية للسيطرة على مستويات السكر في الدم. كذلك يتم وضع مدروسة وجبات الطعام مع مجموعات معقدة من الكربوهيدرات معا، وتعيين للمريض الأمل في رؤية مستوى جلوكوز ثابت بشكل مستمر. على الرغم من فعالية هذه العلاجات التي تظهر في البداية، ويمكن أن تصبح غير فعالة في غضون أشهر.
علاج متلازمة رابسون ميندينهال مع الجرعات الدوائية من لبتين الإنسان قد يؤدي إلى تحسين ارتفاع السكر في الدم، فرط، الجلوكوز القاعدية، والجلوكوز والأنسولين التسامح.
وتأثر نوعية الحياة بشدة على المرضى المصابين بمتلازمة رابسون ميندينهال وتشخيص هؤلاء المرضى لا يزال ضعيفا. ويرجع ذلك إلى عدم وجود علاج على المدى الطويل هذا. متوسط العمر المتوقع أن يحياه المريض هو 1-2 سنوات.